# Chmielnicko-Szydłowski Obszar Chronionego Krajobrazu
Chmielnicko-Szydłowski Obszar Chronionego Krajobrazu – obszar chronionego krajobrazu położony w środkowej części województwa świętokrzyskiego. Zajmuje powierzchnię 607,33 km² i obejmuje tereny gmin Gnojno i Szydłów oraz częściowo gmin Busko-Zdrój, Chmielnik, Kije, Łagów, Morawica, Pierzchnica, Raków, Stopnica i Tuczępy.
Obszar ten pełni funkcję łącznika pomiędzy parkami krajobrazowymi Ponidzia (Szaniecki Park Krajobrazowy, Nadnidziański Park Krajobrazowy) i Gór Świętokrzyskich (Cisowsko-Orłowiński Park Krajobrazowy).
Na terenie obszaru zlokalizowany jest tylko jeden rezerwat przyrody – Radomice.